# Miss Mundo 1964
Miss Mundo 1964 foi a 14ª edição do concurso de beleza feminino de Miss Mundo. O certame idealizado pelo gerente de vendas publicitárias da Mecca Leisure Group, Eric Douglas Morley, foi realizado no dia 12 de novembro de 1964. Tendo como palco o Lyceum Theatre, o concurso reuniu quarenta e duas (42) candidatas - duas a mais que no ano anterior - de diferentes países. A vencedora do certame foi a representante do Reino Unido, Ann Sidney, coroada por sua antecessora, a Miss Mundo 1963, Carole Joan Crawford.

## Concurso

### Mudanças e Nações ausentes
Algumas modificações nas regras do concurso foram feitas, dentre as quais a que proibia as candidatas de serem acompanhadas por suas mães, devido ao que aconteceu com a mãe de Carole Joan Crawford no ano anterior, que cancelou inúmeras apresentações da beleza caribenha e a fez perder milhares de libras, tanto para a filha como para a organização. Além disso, a empresa "Mecca Dancing" mudou de nome, tornou-se "Mecca Promotions" e investiu uma fortuna na reforma do Lyceum Theatre, transformando-o em um teatro muito mais amplo, com poltronas confortáveis e linda decoração.
No Chipre, o concurso nacional de beleza foi cancelado por causa da guerra civil e, aparentemente, o "Eve’s Weekly Miss India" também não foi realizado. No entanto, as primeiras desistências foram as da senhorita Nigéria (Martha Bassey), eleita no ano anterior e que já havia atingido a idade mínima de 17 anos. Seus diretores não tinham dinheiro para enviá-la para a competição. A candidata do Taiti  (Lea Avaemai Vahine) também foi dispensada e, na ausência do concurso nacional, a representante da Malásia (Leonie Foo Saw Pheng), foi escolhida a dedo após vencer um concurso de beleza regional, mas também desistiu de participar em Londres. Ambas as candidatas cancelaram sua participação devido, possivelmente, a fatores econômicos.
Marie Elizabeth Constantine, que foi coroada em agosto daquele ano como "Miss Jamaica", protestou quando os organizadores disseram que ela não podia disputar o concurso levando consigo sua mãe, devido as novas regras do concurso. Com isso, os organizadores locais jamaicanos sugeriram dois possíveis acompanhantes com experiência em concursos de beleza. No entanto, Marie disse que "sem a minha mãe, não vou". Dada sua recusa, os organizadores telefonaram para a segunda colocada, Erica Joanne Cooke, que concordou em ser a representante da Jamaica na Miss Mundo daquele ano. Ao ouvir isso, Marie consultou seu advogado. Embora Erica estivesse disposta a renunciar a sua posição para Marie, já era tarde demais, porque seu registro fora formalizado e ela havia sido oficialmente aceita por Eric Morley.
No Peru e no México, nenhum concurso foi realizado, no entanto, os diretores desses países decidiram selecionar seus representantes à dedo, que, apesar de participarem do programa oficial do concurso como participantes, não chegaram a Londres para a final. As identidades dessas duas senhoras são desconhecidas.

### O retorno da Miss Gibraltar
Depois de ser expulsa do concurso Miss Mundo 1963, a inglesa Lydia Davis soube que o concurso "Miss Gibraltar" seria retomado no território britânico, que não era realizado desde 1959. Ferida em seu orgulho depois de ter sido desclassificada pela direção do evento, Davis empacotou suas coisas e foi para o rochedo localizado no sul da Espanha, onde entrou no concurso e, em agosto, conseguiu ganhar a coroa, o que lhe deu o passe oficial para o concurso. O sonho dela se tornou realidade.

### Miss Montserrat
Helen Joseph nunca venceu o concurso "Miss Montserrat Festival Queen". Na verdade, ela nunca competiu. Mas ela tem a distinção de ser a única mulher a representar Montserrat em um concurso internacional de beleza. A história de como Joseph passou a representar seu pequeno país na competição é interessante. Ela já residia na Inglaterra e trabalhava como modelo quando foi abordada pelo primeiro-ministro de Montserrat, Sr. WH Bramble para participar do concurso. O único país que ela poderia representar logicamente era seu país natal, embora tenha saído ainda pequena de lá. Não existe na época uma regra específica que declarava que uma concorrente ao Miss Mundo deveria ter vencido um concurso local. Contanto que ela forneça prova de seu local de nascimento, atenda aos requisitos de idade e não seja casada, ela se qualifica.
Em dezembro de 1963, Pamela Nanton foi coroada "Miss Montserrat" durante o festival anual. A progressão convencional deveria ter significado que ela representaria o País em qualquer concurso regional ou internacional. Não aconteceu assim, mas ela não se arrepende. "Ninguém me pediu para entrar no Miss World", disse a sra. Nanton. "Quando Helen entrou, algumas pessoas pensaram que era eu porque nós duas somos de pele clara e alta. Eu acho que era uma daquelas coisas em que ela morava na Inglaterra e alguém a patrocinou. Ela era uma garota muito bonita. Eu a admirava e tinha orgulho dela representar bem Montserrat".
Durante as atividades pré-final do concurso, em uma visita ao parlamento britânico, a Miss Montserrat confessou que era casada e que tinha um filho de dois anos, a única mulher do grupo naquele ano. Embora Morley tivesse mudado as regras em 1963, onde era proibida a participação de mulheres casadas, ele aparentemente não deu importância a essa declaração embaraçosa da senhorita, que poderia muito bem causar sua desqualificação.

### Miss Bolívia desaparecida
Os organizadores estavam preocupados com a "Miss Bolívia" (Sonia Marino Cardeñas), uma estudante de La Paz de 24 anos que deixou seu país na quarta-feira à noite em um voo de conexão para Paris e que deveria ter chego em Londres na quinta-feira, 5 de novembro. Segundo Bryan Gee, chefe de imprensa do evento, a saída da boliviana de seu país havia sido confirmada, mas nada se sabia sobre ela desde então. Quando ela estava desaparecida, no início da segunda-feira, 9 de novembro, eles pediram ajuda à Interpol para localizar a garota, temendo que ela pudesse ter sido sequestrada. 24 horas após intensa pesquisa, a jovem foi encontrada em Paris, onde estudava Design de Moda. A beldade boliviana disse à imprensa que ela não tinha intenção alguma de participar do concurso, que sua entrada havia sido um erro. Ela comentou que sabia, para sua surpresa, que os amigos na Bolívia haviam enviado sua foto para um concurso de Miss Bolívia e que ela havia sido escolhida para representar seu país. "Há um mês, recebi uma carta da Bolívia anunciando que os meninos do Clube da Juventude que eu costumava frequentar quando voltava ao meu país me escolheram como representante do nosso país em Londres para a competição Miss Mundo", disse ela. "Enviei uma carta imediatamente para rejeitar a honra que é grande demais para mim", acrescentou. No entanto, essa carta nunca chegou ao seu destino.

### Noite final
Nas casas de apostas de Belfast, que administrava um livro anual sobre o concurso, fez seis das meninas favoritas conjuntas para vencer na quinta-feira com chances de 14-1. Elas eram Miss Brasil, Miss Alemanha, Miss Itália, Miss Suécia, Miss Reino Unido e Miss Estados Unidos.
Como o Lyceum havia sido reformado para oferecer uma melhor aparência de teatro, os juízes estavam localizados em frente ao palco, divididos em três mesas. Então começou o desfile de "As Nações do Mundo", a procissão das 42 candidatas usando seus vestidos de noite e apresentadas uma a uma e em ordem alfabética por Eric Morley para se apresentar no palco, uma apresentação que a BBC gravou para a transmissão uma hora e meia depois. Posteriormente, desfilaram individualmente em seus vestidos, divididos em dois grupos de 21, sendo apresentadas pelo mestre de cerimônias Peter West. Após um breve intervalo musical da orquestra Joe Loss, as participantes começaram o desfile em trajes de banho, novamente divididas em dois grupos.
Após um novo intervalo musical, às 21h40, a transmissão da BBC começou com a apresentação de Philip Lewis e comentários de Michael Aspel, mostrando o desfile das nações, que havia sido pré-gravado minutos antes. A transmissão durou até pouco depois das 10:30 da noite. A BBC foi ao vivo no momento em que o Mestre de Cerimônias, Peter West anunciou o nome das semifinalistas. Desta vez, não havia 15, nem 14 como no ano anterior, mas 16, devido a um empate na décima quinta posição. As 16 semifinalistas desfilaram mais uma vez em trajes de banho individualmente e depois em grupos.
Enquanto os juízes estavam deliberando, o cantor Gary Miller entreteve a platéia com a música "The Way You Look Tonight". Depois disso, Peter West anunciou o nome das sete finalistas: Argentina, Brasil, A República da China, Itália, Jamaica, Nova Zelândia e Reino Unido. Houve um descontentamento geral na platéia devido à eliminação da candidata dos Estados Unidos, considerada a garota com o rosto mais bonito do concurso. Michael Aspel entrevistou as sete finalistas individualmente e elas posaram mais uma vez juntas para os juízes. Eric Morley subiu ao palco para anunciar os resultados em ordem inversa, começando com o quinto lugar. Enquanto isso, as finalistas esperavam ansiosamente nos bastidores. Pela primeira vez, as câmeras da BBC estavam nos bastidores com os finalistas. O resultado foi o seguinte:
Na quinta posição, com um prêmio de £100 libras, a candidata da Nova Zelândia, Lyndal Ursula Cruikshank; em quarto lugar, Miss Brasil, Maria Isabel de Avelar Elias, que obteve £150 libras; no terceiro, Miss China, Linda Lin Su-hsing, com £250 libras. Em segundo lugar, ganhadora de um cheque de £500, Miss Argentina, Ana Maria Soria. Todas receberam um troféu de prata em forma de globo e as duas primeiras finalistas, tiaras. Nos bastidores, havia três candidatas aguardando o resultado: Itália, Jamaica e Reino Unido. Então Morley anunciou que a grande vencedora era a Miss Reino Unido. Ann Sidney saiu chorosa, desceu as escadas já com a faixa no peito, depois recebeu nos ombros a capa de arminho e foi coroada na parte inferior da escada por sua antecessora, Carole Joan Crawford, que teve que subir um dos degraus para coroá-la. Ela imediatamente recebeu o troféu de Alan Fairley e o cetro real. Depois de fazer sua caminhada triunfante, que foi acompanhada pela tradicional marcha por Joe Loss e sua orquestra, a bela Ann sentou-se em seu trono e posou para fotógrafos cercados por suas finalistas.
Após o concurso, o Coronation Ball foi realizado no "Café de Paris", onde a Miss Itália, Mirka Sartori, recebeu seu prêmio em dinheiro de 50 libras esterlinas pelo sexto lugar, e a Miss Jamaica, Erica Cooke, que ganhou 25 libras pela sétimo posição. Uma lágrima não foi derramada, uma birra não foi lançada depois que a vencedora foi coroado. "Todas as meninas ficaram muito felizes", disse a Miss Brasil, que teve o prazer de conquistar o quarto lugar. "Todas as meninas têm sido boas amigas." No entanto, o coordenador americano Alfred Patricelli acusou os juízes britânicos de preconceito. "Júris britânicos têm preconceito contra meninas americanas", disse Patricelli. "Em 14 concursos, não houve uma vencedora americana. Vou continuar pressionando por um painel internacional de juízes." A BBC disse mais tarde que os telespectadores ligaram para protestar contra a não inclusão dos Estados Unidos, Itália e França nas cinco primeiras posições. Segundo estudos de mercado, a transmissão do concurso na BBC teve uma audiência de 27,2 milhões de pessoas no Reino Unido, três vezes mais que no ano anterior.

### Campeã

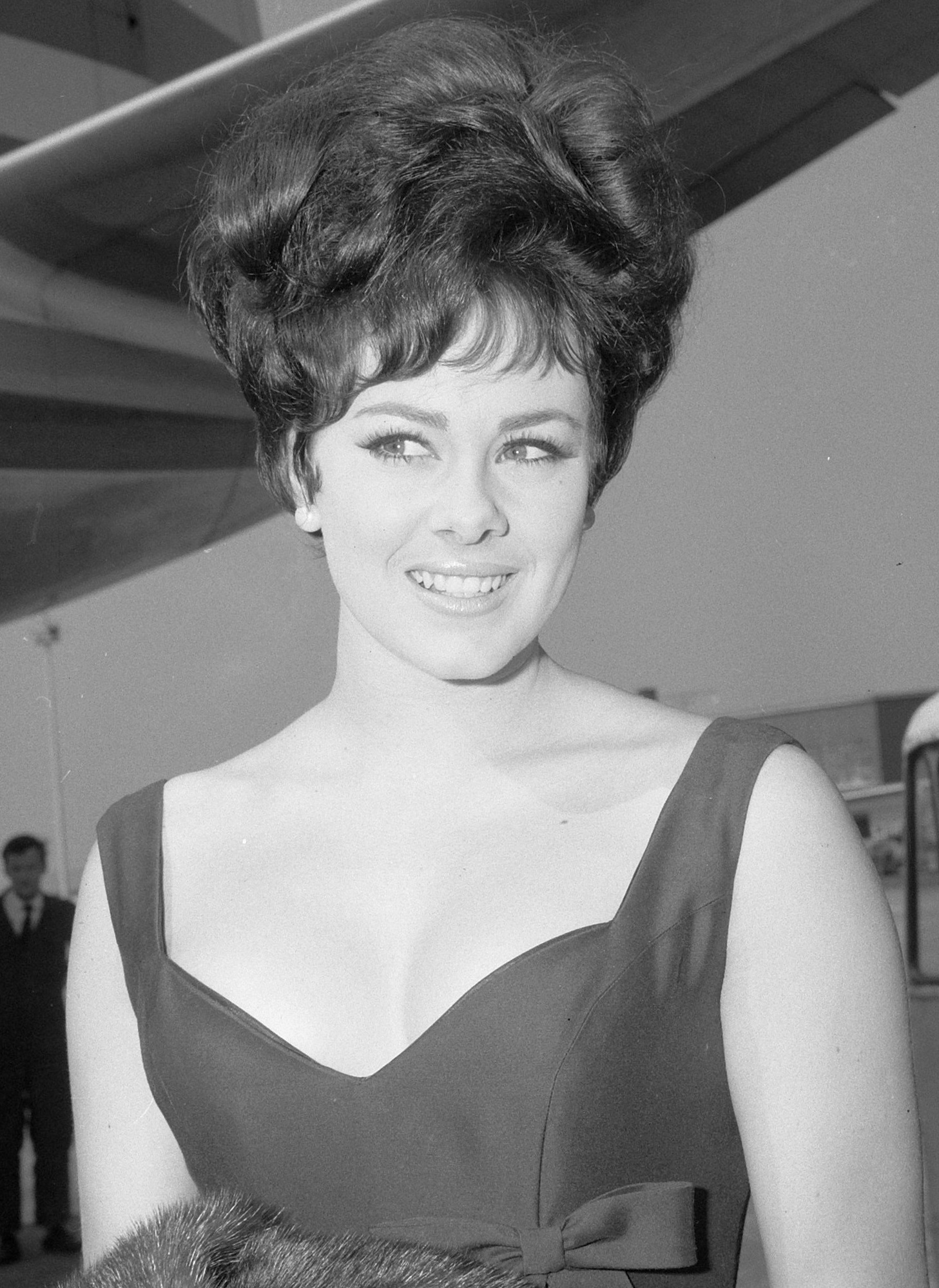
A britânica campeã desta edição, Ann Sidney em foto de 13 de maio de 1965. Momento em que desembarcou no Aeroporto de Schipol, em Amsterdã para um de seus compromissos.
Ann Sidney nasceu na Inglaterra em 27 de março de 1944, no meio da guerra mundial. Seu pai era George Sidney, que trabalhava vendendo carne e sua mãe, Gladys, que era garçonete. Os Sidney se mudaram para Poole, Dorset, quando Ann era muito jovem, com apenas 5 anos de idade. Ela morava com os pais e tinha um irmão. Foi para a "Martin Road School" em Parkstone e depois para a "Martin Kemp-Welch High School", que mais tarde se tornou a "Academia Saint Aldhelm", saindo da escola aos 15 anos. Nessa idade, ela competiu em seu primeiro concurso de beleza. Depois de sair da escola, fez um curso de cabeleireira, trabalhando em salões de beleza em Bournemouth, mas depois decidiu que preferiria ser modelo.
Ela viajou pelo mundo. Acompanhou Bob Hope em sua turnê pelo sudeste da Ásia em dezembro daquele ano, entretendo tropas americanas estacionadas no Vietnã. Ann gostou do seu reinado, experimentou ver a Europa em grande estilo e jantou com celebridades. "Lembro-me de ir ao restaurante do Maxim em Paris e conhecer Aristóteles Onassis e Maria Callas. Eles enviaram uma garrafa de champanhe muito cara para a nossa mesa, de alguma forma, eu aceitei". Em novembro de 1965, participou da eleição da Miss Mundo, onde coroou sua sucessora. Depois de abandonar o título, Sidney teve muitos papéis de atriz na televisão, em filmes, além de formar uma turnê de cabaré. Sidney apareceu em vários musicais e também em várias pantomimas de Natal no Reino Unido.
No início dos anos 70, emigrou para a Austrália, onde se apaixonou pelo ator australiano Rod McLennan, com quem se casou em 22 de dezembro de 1970 em Melbourne, uma união que durou pouco mais de um ano devido à imaturidade de ambos. Ela estava disposta a deixar a carreira de atriz para se dedicar a ser dona de casa, mas as finanças não ajudaram e ela teve que trabalhar, então o casamento terminou. Eles se divorciaram em 5 de outubro de 1972. Da Austrália, ela foi para os Estados Unidos, onde se apaixonou novamente, desta vez por um artista americano, com quem se casou imediatamente, mas o relacionamento deles durou apenas duas semanas, o homem desapareceu de sua vida sem deixar vestígios. Ann lamentou ter se apaixonado por homens que não tinham dinheiro, que a fez gastar parte das 30 mil libras obtidas durante seu reinado em dois casamentos fracassados. Como prêmio de consolação, ao se casar com um americano, ela obteve nacionalidade para poder permanecer no país trabalhando. Decidiu mudar sua imagem, ficou loira e fez uma plástica no nariz que infelizmente deixou uma cicatriz. Posteriormente, ela processou os cirurgiões.
Voltou a Londres para tentar a sorte novamente, mas ela foi rotulada como uma rainha da beleza e não queria isso, era um rótulo que queria deixar no passado. Ela até pensou em mudar seu nome para que as pessoas não a reconhecessem e começassem do zero. Em 1975, participou como convidada na comemoração dos 25 anos do concurso Miss Mundo e dançou durante a abertura do show. Ela voltou para os EUA e passou seis anos lá como cantora no "MGM Grand Las Vegas". Aos 45 anos, ela conseguiu seu primeiro "emprego de verdade" em hospitalidade no "Mirage Hotel" em Las Vegas. Ela participou novamente dos concursos Miss Mundo realizados em Sanya, China, em 2005 e 2010, ambos como jurada. Em 2005, Sydney casou-se com o produtor Duncan Weldon. "Embora eu gostaria de ter filhos, não me arrependo de não ter tido nenhum. Estou bastante satisfeita. Eu teria que ter alguém que pudesse se manter fora do trabalho". Ela acrescentou: "Se eu não fosse uma rainha da beleza, teria sido um membro registrado do grupo feminista. Não me encaixo nos velhos papéis específicos de gênero. Minha vida mudou completamente. Era algo temporário e superficial, não uma corrida, era simplesmente um trampolim para mim. Mas foi uma ótima educação, fez meu cérebro mais forte e mais poderoso. Posso não ter tido um grande sucesso de fama, mas isso não me incomoda, porque tive uma vez na minha vida." Ann escreveu um livro autobiográfico intitulado "Surviving Miss World". Ficou viúva em 30 de janeiro de 2019.

## Resultados
| Posição                 | País e Candidata |
| Vencedora               | - Reino Unido - Ann Sidney |
| 2º. Lugar               | - Argentina - Ana Maria Soria |
| 3º. Lugar               | - República da China - Linda Lin Su-hsing |
| 4º. Lugar               | - Brasil - Maria Isabel Avelar |
| 5º. Lugar               | - Nova Zelândia - Lyndal Cruikshank |
| 6º. Lugar               | - Itália - Mirka Sartori |
| 7º. Lugar               | - Jamaica - Erica Cooke |
| (TOP 16) Semifinalistas | - Alemanha - Juliane Herm - Dinamarca - Yvonne Mortensen - Espanha - María José Madronero - Estados Unidos - Jeanne Quinn - França - Jacqueline Gayraud - Grécia - Maria Kougioumitzaki - Libéria - Norma Davis - Montserrat - Helen Joseph - Venezuela - Mercedes Nieves |

     Colocação não-oficial, revelada posteriormente ao final do evento.

## Jurados
Ajudaram a definir a campeã:
1. Paul Anka, cantor;
2. Vidal Sassoon, cabeleireiro;
3. John Cavanagh, fashion designer;
4. Lady Sonia Elizabeth Melchett, socialite;
5. Nicolette Elaine Katherine Vane-Tempest-Stewart, Marquesa de Londonderry;
6. Godfrey Winn, jornalista, escritor, colunista social e ator;
7. Bernard Delfont, empresário;
8. Billy Butlin, empresário;
9. Tab Hunter, ator;

## Candidatas
Disputaram o título este ano:
| - África do Sul - Vedra Karamitas - Alemanha - Juliane Herm - Argentina - Ana Maria Soria - Aruba - Regina Croes - Áustria - Dorli Victoria Lazek - Bélgica - Danièle Defrère - Brasil - Maria Isabel de Avelar Elias - Canadá - Mary Lou Farrell - Ceilão - Marina Dellerene Swan - República da China - Linda Lin Su-hsing - Colômbia - Paulina Vargas Gilede - Coreia do Sul - Yoon Mi-hee - Dinamarca - Yvonne Mortensen - Equador - María de Lourdes Anda Vallejo - Espanha - María José Ulla Madronero - Estados Unidos - Jeanne Marie Quinn - Finlândia - Maila Maria Östring - França - Jacqueline Gayraud - Gibraltar - Lydia Davis - Grécia - Maria Kougioumitzaki - Holanda - Renske van den Berg | - Honduras - Araceli Cano - Irlanda - Mairead Cullen - Islândia - Rosa Einarsdóttir - Itália - Mirka Sartori - Jamaica - Erica Joanne Cooke - Japão - Yoshiko Nakatani - Líbano - Nana Barakat - Libéria - Norma Dorothy Davis - Luxemburgo - Gabrielle Heyard - Marrocos - Leila Gourmala - Montserrat - Helen Joseph - Nicarágua - Sandra Correa - Nova Zelândia - Lyndal Ursula Cruikshank - Portugal - Rolanda Campos - Reino Unido - Ann Sidney - Suécia - Agneta Malmgren - Suriname - Norma Dorothy Chin Ten Fung - Tunísia - Dolly Allouche - Turquia - Nurlan Coskun - Uruguai - Alicia Elena Gómez - Venezuela - Mercedes Hernández Nieves |

## Histórico

### Substituições
- França - Arlette Collot ► Jacqueline Gayraud
- Jamaica - Marie Elizabeth Constantine ► Erica Joanne Cooke
- Turquia - Ayten Ornek ► Nurlan Coskun

### Desistências
- Barbados - Marvo Manning
- Bolívia - Sonia Cardeñas
- Chile - Nora Pollares
- Curaçao - Alice Weber
- Grenada - Christine Hughes
- Guiana Britânica - Mary Rande Holl
- Israel - Ofira Margalit
- Jordânia - Vera Jalil Khamis
- Malásia - Leonie Foo Saw Pheng
- Malta - S. Karma
- Nigéria - Martha Bassey
- Paraguai - Miriam Riart Brugada
- São Vicente - Stella Hadley
- Taiti - Lea Avaemai Vahine
- Trindade e Tobago - Julia Merlene Laurence